# USS Providence (SSN-719)
| «Провіденс»                | «Провіденс» | «Провіденс» |
| -------------------------- | --- | --- |
| USS Providence (SSN-719)   | | |
|                            | | |
|                            | | |
| Порт приписки              | Гротон, штат Коннектикут | Гротон, штат Коннектикут |
| Спуск на воду              | 4 серпня 1984 року | 4 серпня 1984 року |
| Сучасний статус            | в активній службі | в активній службі |
| Проєкт                     | | |
| Тип ПЧ                     | SSN | SSN |
| Головний конструктор       | General Dynamics | General Dynamics |
| Класифікація НАТО          | Los Angeles I | Los Angeles I |
| Основні характеристики     | | |
| Швидкість (надводна)       | 20 вузлів | 20 вузлів |
| Швидкість (підводна)       | більше 20 вузлів | більше 20 вузлів |
| Робоча глибина занурення   | від 250 до 280 метрів | від 250 до 280 метрів |
| Гранична глибина занурення | 450 метрів | 450 метрів |
| Екіпаж                     | 110 (12 офіцерів) | 110 (12 офіцерів) |
| Розміри                    | | |
| Довжина найбільша (по КВЛ) | 110,3 метра | 110,3 метра |
| Ширина корпусу найб.       | 10 метрів | 10 метрів |
| Середня осадка (по КВЛ)    | 9,4 метра | 9,4 метра |
| Водотоннажність надводна   | 5874 тонн | 5874 тонн |
| Озброєння                  | | |
| Торпедно- мінне озброєння  | 4 × 21 (533 мм) торпедні апарати | 4 × 21 (533 мм) торпедні апарати |
| Ракетне озброєння          | крилаті ракети Томагавк блок 3 SLCM, діапазон дії 1700 морських миль (3100 км); протикорабельні крилаті ракети Harpoon (6-8 ракет), діапазон дії 70 морських миль (130 км). | крилаті ракети Томагавк блок 3 SLCM, діапазон дії 1700 морських миль (3100 км); протикорабельні крилаті ракети Harpoon (6-8 ракет), діапазон дії 70 морських миль (130 км). |

«Провіденс» (англ. USS Providence (SSN-719)) — багатоцільовий атомний підводний човен, є 32-тим в серії з 62 підводних човнів типу «Лос-Анжелес», побудованих для ВМС США. Він став п'ятим  кораблем ВМС США з такою назвою, Підводний човен названий на честь міста Провіденс, адміністративного центру штату Род-Айленд. Призначений для боротьби з підводними човнами і надводними кораблями противника, а також для ведення розвідувальних дій, спеціальних операцій, перекидання спецпідрозділів, нанесення ударів, мінування, пошуково-рятувальних операцій.

## Історія створення
Атомний підводний човен був побудований на верфі компанії General Dynamics Electric Boat (GDEB) в місті Гротон, штат Коннектикут, відповідно до контракту від 16 квітня 1979 року. Церемонія закладання кіля відбулася 14 жовтня 1982 року. Спущена на воду 4 серпня 1984 року. Хрещеною матір'ю стала Вільям Ф. Сміт. Введено в експлуатацію 27 липня 1985 року. Порт приписки база підводних човнів в Нью-Лондон в Гротон, штат Коннектикут.

## Історія служби

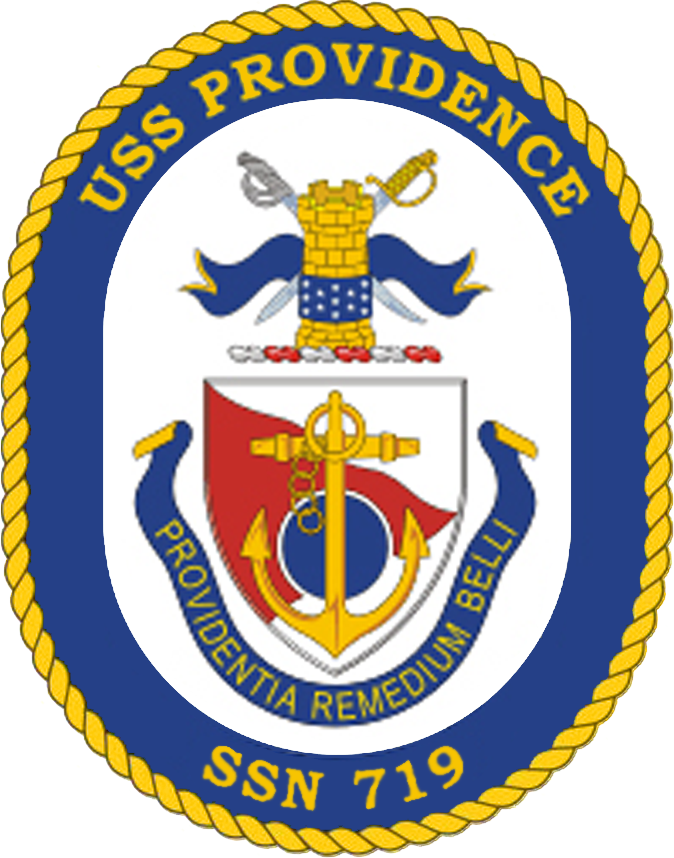
Емблема човна

Підводний човен став першою субмариною типу Лос-Анджелес, яка була оснащена ракетною системою вертикального старту Tomahawk (VLS), також став першим підводним човном, який запустив крилату ракету "Томагавк" із системи VLS за допомогою своєї бойової системи CCS MK1 та відповідного програмного забезпечення C4.1.
Човен здійснив кілька розгортань в Західній Атлантиці, Середземному морі та Перській затоці.
Він здійснив транзит Суецького каналу в 1998, 2001 і 2003 роках і брав участь в операціях "Південний дозор", «Нескорена свобода» та "Іракська свобода" та в 2011 році в операції «Одіссея. Світанок».
На 2019 рік підводний човен здійснив загалом 15 розгортань.